# باغ‌فیض
باغ‌ فیض محله‌ای در‌ شمال غرب تهران است. این محله در منطقه ۵ شهرداری تهران قرار دارد و تا سال ۷۰ جزو شمیرانات بوده.
باغ فیض به لحاظ دسترسی جزو بهترین محله های شمال غرب تهران است که از چهار طرف در میان بزرگراه های ستاری، اشرفی اصفهانی، همت و حکیم احاطه شده است و به همین دلیل دسترسی بسیار مناسبی به تمام مناطق تهران دارد.

## تاریخچه

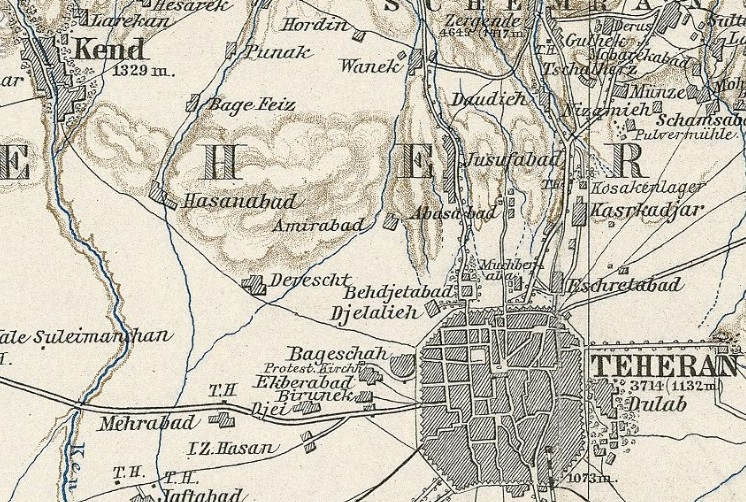
باغ‌ فیض در نقشه سال ۱۲۷۹ خورشیدی تهران؛ نام باغ‌ فیض (Bagefeiz) در بالای نقشه موجود است.

هسته اولیه شکل گیری محله باغ فیض، روستایی به این نام بوده است، که طبق سرشماری سال ۱۳۳۵ شمسی  ۱۹۰ مرد و ۱۴۳ زن ساکن این روستا بوده اند. سکونت گاه اصلی باغ فیض در  گذشته در محل فعلی مجتمع تجاری تیراژه، به نام شاهک بوده و اهالی آن که به نام شاهک شناخته می‌شدند، زمین هایی داشتند که محدوده باغ فیض را شامل می شده است.
به مرور زمان این روستا گسترش یافت و مردم برای زندگی به این محله آمدند. ساختار روستایی باغ فیض در دهه ۳۰ از بین رفت و کم کم به محله ای شهری تبدیل شد. این روند تغییر شهری از دهه ۳۰ تا اوایل دهه ۸۰ با روند نسبتا یکنواختی ادامه دار بود. از این بازه ۵۰ ساله تغییرات بافت شهری باغ فیض، اکنون بخش اندکی باقی مانده است. گاهی ساختمانی با معماری قدیمی یا باغی پنهان پشت دیوارهای سیمانی بلند می توان پیدا کرد ،  نشان از باغ فیض در گذشته های نه چندان دور. از اوسط دهه هفتاد و بخصوص ابتدای دهه ۸۰ و با آغاز ساخت مرکز خرید تیراژه محله باغ فیض دستخوش تغییرات فراوانی شد ، و شمایلی که طی نیم قرن گذشته تقریبا ثابت مانده بود، به یکباره دگرگون شد. ساختمان‌ها قدیمی و باغ های باصفا به مرور تخریب شدند.
معروف است دلیل نام گذاری این محله باغات فراوان آن بوده که در این باغات میوه های بسیار مطبوعی مانند انجیر، خرمالو، توت و شاه توت و انار کشت می شد. بزرگترین باغ این منطقه متعلق به فردی به نام حاج فیض الله بود و مردم برای شناخته شدن این منطقه به آن باغ فیض الله می گفتند. در طول زمان باغ فیض الله به باغ فیض شهرت یافت. همچنین باغ‌های این منطقه را به شاه‌قاسم فیض‌بخش عالم صوفی نوربخشیه نیز نسبت می‌دهند.
امامزاده‌ حمیده خاتون و جعفر که فرزندان بدون واسطه امام موسی کاظم هستند، که تا چندین سال پیش این امامزاده بنام نتيجه امام کاظم شناخته میشد، که در این محله قرار دارد؛ بعد از بازسازي سرداب حرم کتيبه در دیوار قدیمی حرم پیدا گردید که شجره‌نامه این دو را نشان میدهد.
قدمت روستای باغ فیض با توجه به درخت توت که در حرم واقع شده‌است و اهالی قدیم باغ فیض آن را به نام درخت  ابوالفضل می‌شناسند بالغ بر ١٢۵٠ سال تخمین زده می‌شود. قبل از انقلاب اسلامی درایران روستای باغ فیض حدود ۲۷۰ خانوار جمعیت داشت و اکنون جزو یکی از مناطق خوش آب و هوای تهران محسوب می‌شود.

## اقتصاد

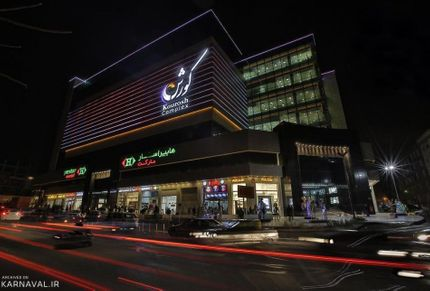
نمایی از کوروش مال

برخی از معروف ترین برج ها و  مراکز تجاری و فرهنگی تهران در این محله قرار دارند.
مرکز خرید تیراژه که به سرزمین عجایب نیز مشهور است در این محله قرار گرفته‌است.
۶ برج مجتمع مسکونی شهاب پرواز واقع در خیابان باهنر صحنه‌ای زیبا در منطقه ایجاد کرده‌است.
دیگر برج‌های زیبا و بلند این محله برج آرمان و برج های نگین غرب هستند که از فاصله‌های دور و همچنین از بزرگراه همت و حکیم نمای زیبایی دارند.
کوروش مال در این محله قرار دارد.

## فهرست اماکن مهم

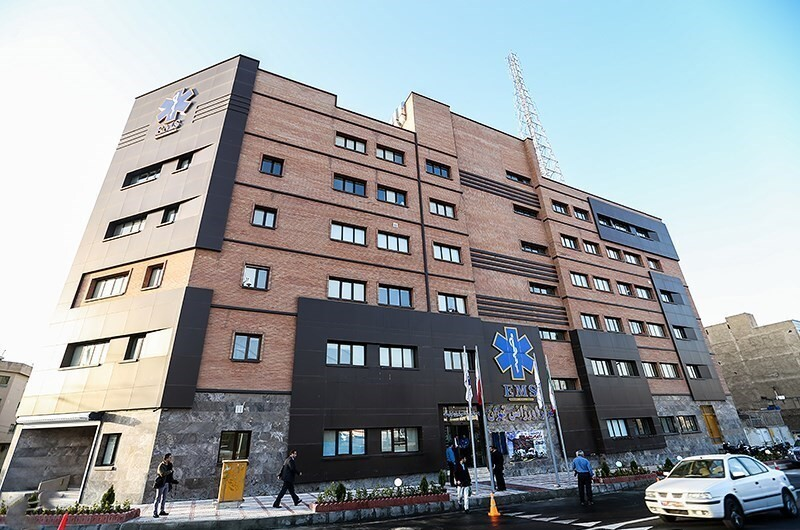
سازمان اورژانس کشور

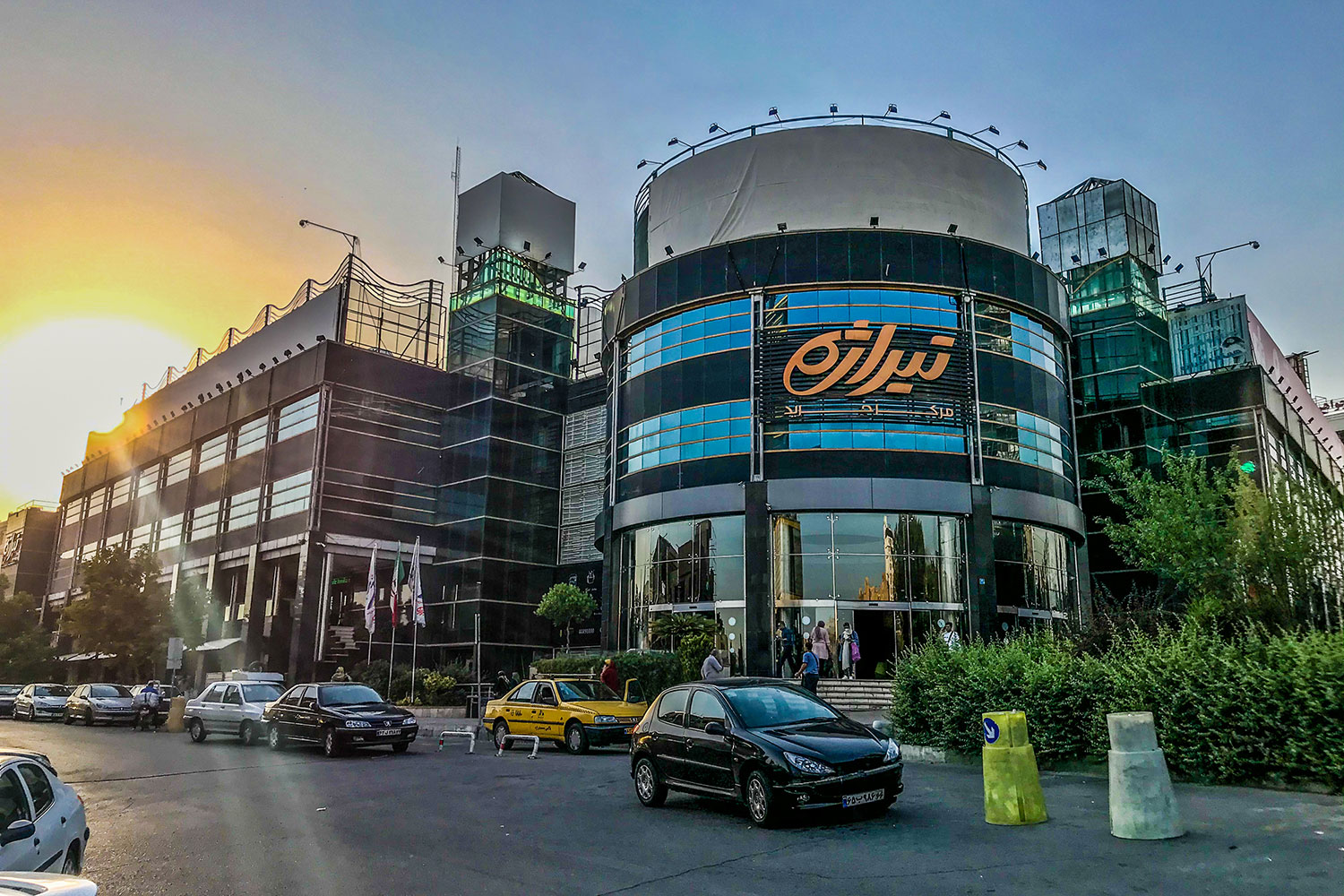
مرکز خرید تیراژه

### معابر اصلی
- خیابان ۲۲ بهمن
- بلوار خلیل آبادی
- بلوار عدل جنوبی
- خیابان خجسته پور (باهنر)
- خیابان امیر ابراهیم
- خیابان ناطق نوری
- خیابان پیامبر مرکزی

### درمانی
- سازمان اورژانس کشور
- بیمارستان تخصصی و فوق تخصصی سلامت فردا
- درمانگاه شبانه روزی باغ فیض

### مراکز خرید
- مجتمع تجاری فرهنگی کورش
- مرکز خرید تیراژه
- مرکز خرید نور
- مجتمع تجاری اداری ونوس
- مرکز خرید ذوالفقار

### بوستان‌ها
- بوستان کاج
- بوستان تندرستی
- بوستان شمشاد
- بوستان فرشته
- بوستان میخک
- بوستان نوید

### فرهنگی و مذهبی
- هیئت ریحانه الحسین (سید مجید بنی‌فاطمه)
- امامزادگان سید جعفر و حمیده خاتون
- سرای محله باغ فیض
- باغ گلاریس

## نگارخانه

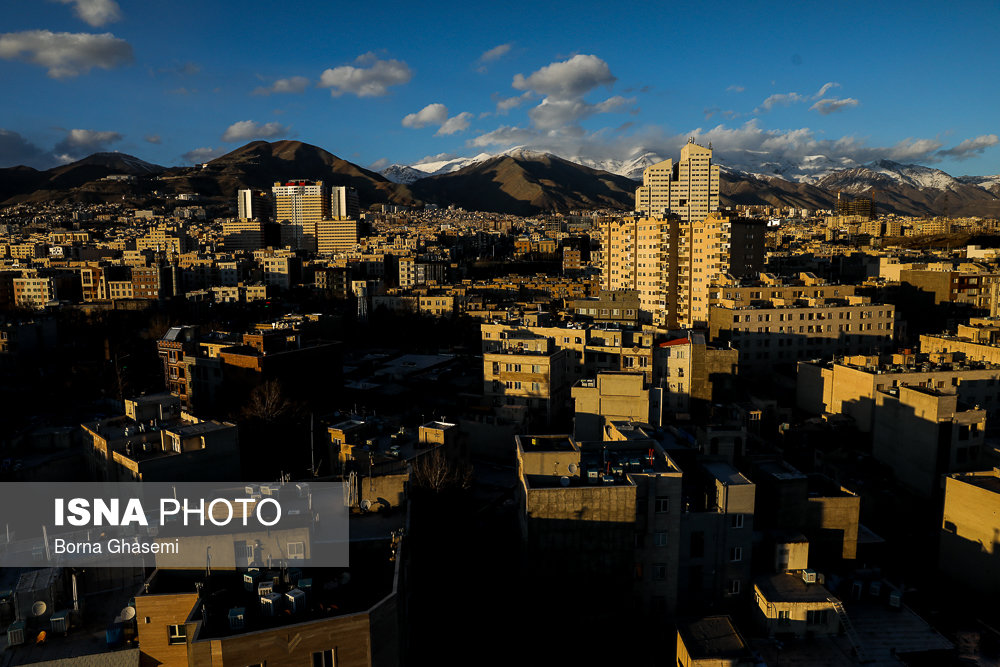
نمای باغ فیض
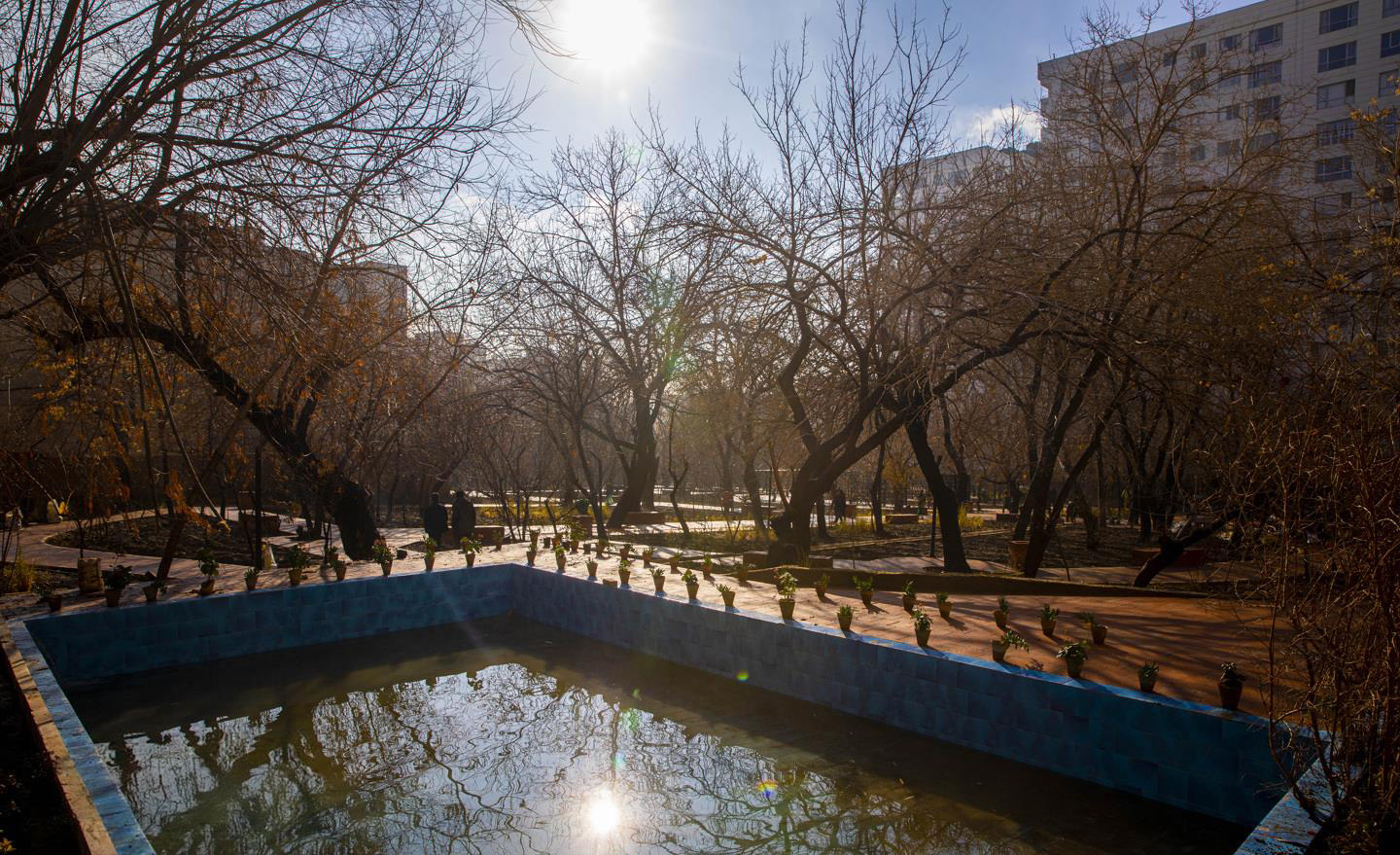
باغ گلاریس
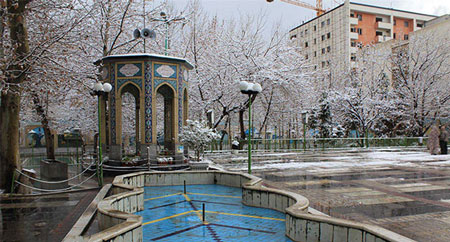
زیارتگاه امامزادگان سید جعفر و حمیده خاتون
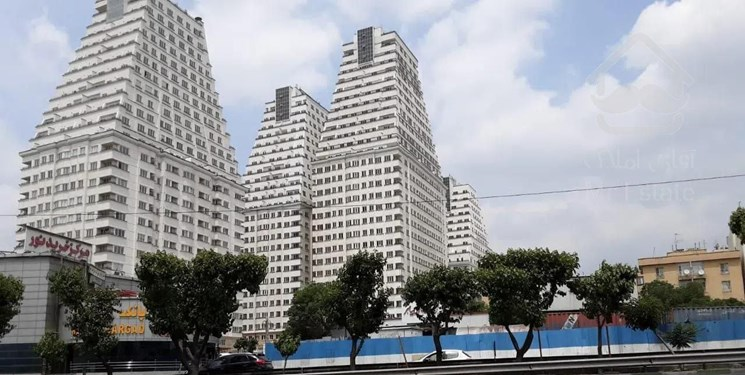
برج های مروارید غرب
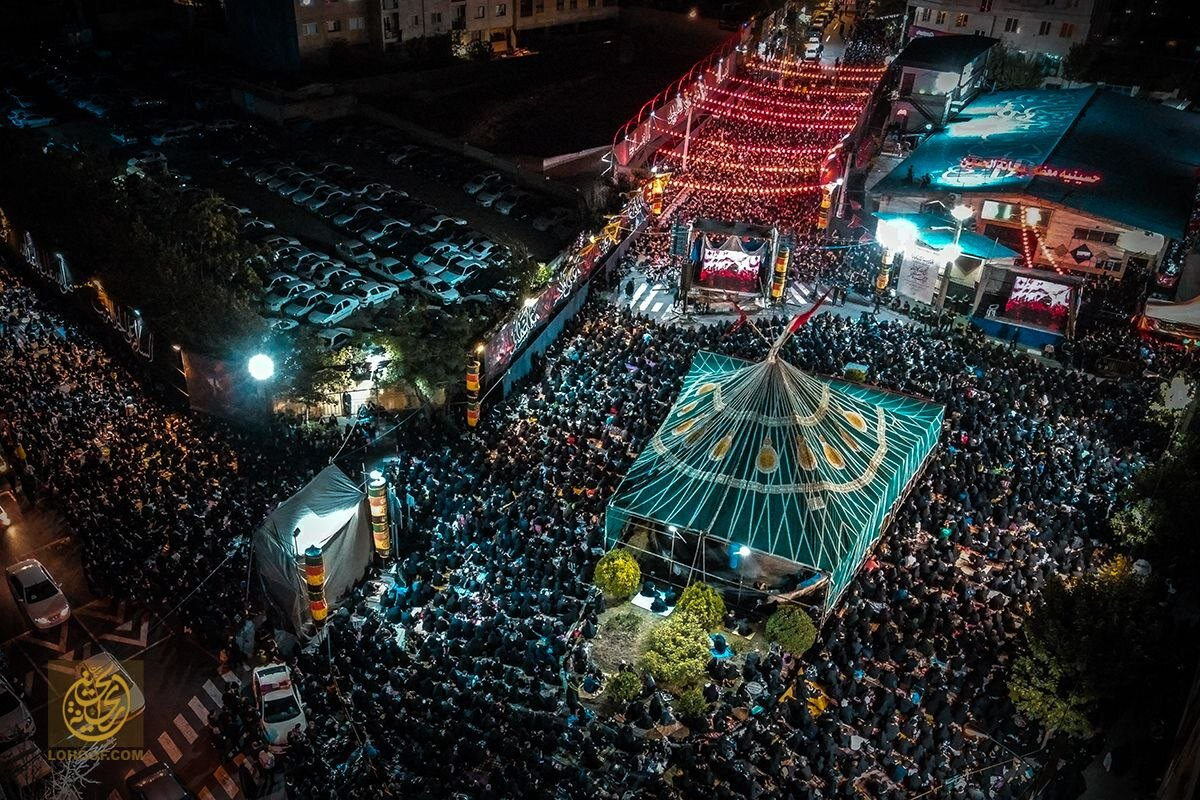
هیئت ریحانه الحسین